# 밀히 재판

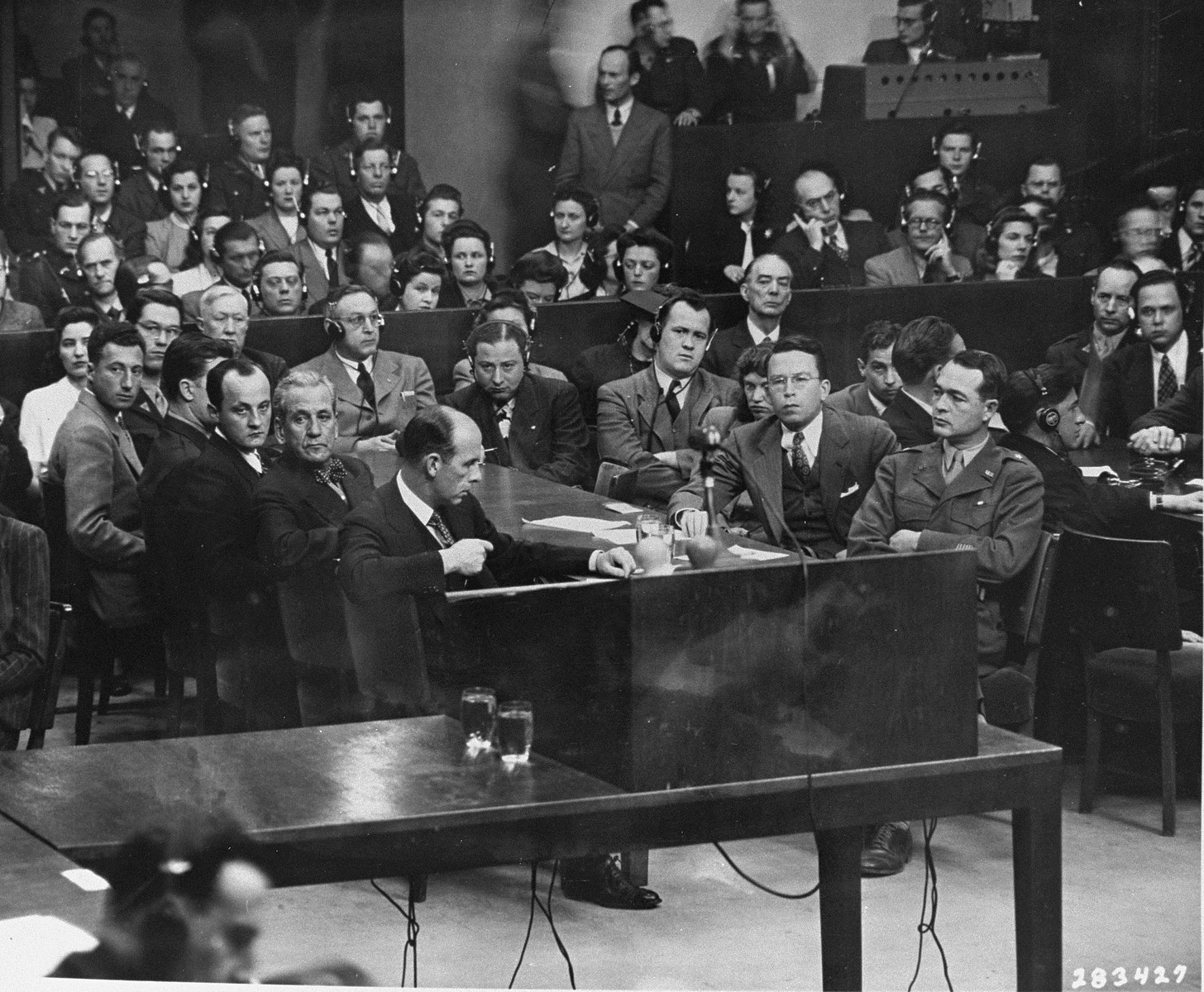
밀히 재판의 검사인단. 앞줄 오른쪽이 텔퍼드 테일러, 탁자 건너편이 클라크 데니, 테일러의 바로 오른쪽이 헨리 T. 킹.

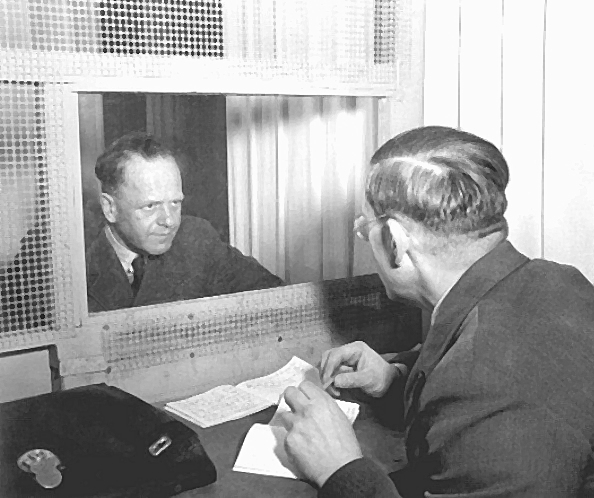
베르너 밀히를 만나는 에르하르트 밀히.

미합중국 대 에르하르트 밀히 판례(The United States of America vs. Erhard Milch) 또는 밀히 재판(독일어: Milch-Prozess)은 제2차 세계 대전 이후 뉘른베르크에서 미군 군사법정이 진행한 열두 차례의 뉘른베르크 계속재판 중 두 번째 재판이다.
독일 공군 원수 에르하르트 밀히가 밀히 재판의 유일한 피고인이었다. 밀히는 전쟁범죄 및 인도에 반한 죄로 기소당했다. 기소는 1946년 11월 14일 이루어졌다.

## 기소 내용
재판관 중 한 명이었던 마이클 무스마노가 요약한 기소 내용은 다음과 같다.
1. 에르하르트 밀히는 노예노동을 비롯한 크고 작은 전쟁범죄를 고의적으로 범한 혐의, 또한 전쟁포로를 국제관습 및 국제법과 전쟁관습에 배치되는 전쟁작전에 자발적으로 또 고의적으로 이용한 혐의로 기소되었다.
2. 피고는 피험자들의 동의 없이 그들에게 죽음에 이를 수 있는 의학 실험을 자행한 것에 고의적으로 또 기꺼이 참여한 혐의로 기소되었다.
3. 피고인의 세 번째 기소 내용 역시 노예노동과 치명적 의학 실험에 대한 책임에 관한 것으로서, 앞선 두 내용에서 이미 밝힌 바와 같으나, 여기서는 주장된 피해자를 독일 민족 또는 다른 나라의 독일계 거주자로 한정한다.

## 판결
판사는 로버트 M. 톰스, 피츠로이 도널드 필립스, 마이클 무스마노, 존 J. 스페이트였다. 검사인단 대표는 텔퍼드 테일러, 수석 검찰관은 클라크 데니였다. 변호인단은 프리드리히 베르골트와 베르너 밀히(피고인 에르하르트 밀히의 형제)였다.
밀히는 1946년 12월 20일 모든 기소 내용에 대해 무죄를 주장했다. 공판은 1947년 1월 2일부터 1947년 4월 17일까지 계속되었다. 재판부는 기소내용 중 1번과 3번에 대해 유죄를, 2번에 대해 무죄를 선고했다. 1947년 4월 17일 밀히는 뮌헨 근교의 레프도르프 교도소에서 종신형을 선고받았다. 이후 1951년 존 J. 맥클로이 고등판무관에 의해 15년형으로 감형되었고 1954년 사면되었다.
투옥되어 있던 동안 밀히는 미국 대법원에 인신보호청원을 탄원했다. 대법원은 이를 기각했다.